# Serie GeForce 800M
La serie GeForce 800M es una familia de unidades de procesamiento de gráficos de Nvidia para PC portátiles. Consiste en cambios de marca de versiones móviles de la serie GeForce 700 y algunos chips más nuevos que son de gama baja en comparación con los cambios de marca.
El nombre de la serie GeForce 800 se planeó originalmente para usarse tanto para chips de escritorio como móviles basados en la microarquitectura Maxwell (chips con nombre en código GM), llamado así por el físico teórico escocés James Clerk Maxwell, que se introdujo previamente en la serie GeForce 700 en el GTX 750 y GTX 750 Ti, lanzadas el 18 de febrero de 2014. Sin embargo, debido a que las GPU móviles de la serie GeForce 800M ya se habían lanzado con la arquitectura Kepler, Nvidia decidió cambiar el nombre de sus GPU de escritorio de la serie GeForce 800 a GeForce 900. 
La microarquitectura Maxwell, la sucesora de la microarquitectura Kepler, fue la primera arquitectura de Nvidia en presentar una CPU ARM integrada propia. Esto permitió que las GPU Maxwell fueran más independientes de la CPU principal, según el CEO de Nvidia, Jen-Hsun Huang. Nvidia espera tres cosas importantes de la arquitectura Maxwell: capacidades gráficas mejoradas, programación simplificada y mejor eficiencia energética en comparación con las series GeForce 700 y GeForce 600.

## Arquitectura

### Maxwell de primera generación (GM10x)
La primera generación de Maxwell GM107/GM108 ofrece pocas características adicionales orientadas al consumidor; En cambio, Nvidia se centró en la eficiencia energética. El codificador de video de Nvidia, NVENC, es de 1,5 a 2 veces más rápido que las GPU basadas en Kepler, lo que significa que puede codificar video a una velocidad de reproducción de 6 a 8 veces mayor. Nvidia también reclama un aumento de rendimiento de 8 a 10 veces en la decodificación de video PureVideo Feature Set E debido al caché del decodificador de video junto con aumentos en la eficiencia de la memoria. Sin embargo, HEVC no es compatible con la decodificación de hardware completo, ya que se basa en una combinación de decodificación de hardware y software. Al decodificar video, se usa un nuevo estado de bajo consumo "GC5" en las GPU Maxwell para ahorrar energía.
Nvidia aumentó la cantidad de caché L2 en GM107 a 2 MB, de 256 KB en GK107, lo que reduce el ancho de banda de memoria necesario. En consecuencia, Nvidia redujo el bus de memoria a 128 bits en GM107 desde 192 bits en GK106, ahorrando aún más energía. Nvidia también cambió el diseño del multiprocesador de transmisión del de Kepler (SMX), nombrándolo SMM. El diseño de las unidades SMM se divide para que cada uno de los cuatro programadores warp controle núcleos CUDA FP32 aislados, unidades de carga/almacenamiento y unidades de funciones especiales, a diferencia de Kepler, donde los programadores warp comparten los recursos. Las unidades de textura y los núcleos FP64 CUDA aún se comparten. SMM permite una asignación de recursos más detallada que SMX, lo que ahorra energía cuando la carga de trabajo no es óptima para los recursos compartidos. Nvidia afirma que un SMM de 128 núcleos CUDA tiene el 90 % del rendimiento de un SMX de 192 núcleos CUDA.
GM107/GM108 es compatible con CUDA Compute Capability 5.0 en comparación con 3.5 en las GPU GK110/GK208 y 3.0 en las GPU GK10x. El paralelismo dinámico y HyperQ, dos características de las GPU GK110/GK208, también son compatibles con toda la línea de productos de Maxwell.
Maxwell proporciona operaciones atómicas de memoria compartida nativa para enteros de 32 bits y comparación e intercambio (CAS) de memoria compartida nativa de 32 y 64 bits, que se pueden usar para implementar otras funciones atómicas.
Maxwell es compatible con DirectX 12.

## Productos

### Productos colocados anteriormente en la serie GeForce 800 (8xx)
Nvidia ha anunciado que la compañía omitió la serie GeForce 800 para tarjetas gráficas de escritorio, muy probablemente porque la serie GTX 800M consta de componentes basados en Kepler de gama alta y Maxwell de gama baja. En cambio, Nvidia había anunciado que las GeForce GTX 980 y GTX 970, recientemente renombradas, se presentarán formalmente el 19 de septiembre de 2014. 

### Serie GeForce 800M (8xxM)
La serie GeForce 800M está diseñada para portátiles. La potencia de procesamiento se obtiene multiplicando la velocidad del reloj del sombreador, la cantidad de núcleos y cuántas instrucciones son capaces de ejecutar los núcleos por ciclo. Tenga en cuenta que todas las GPU basadas en GK104 utilizan la antigua arquitectura Kepler y la 820M utiliza núcleos GF117 basados en la arquitectura Fermi.
| Modelo           | Lanzamiento         | Nombre en clave | Fab (nm)   | Interfaz del bus | Config. del núcleo1                  | Velocidad de reloj   | Velocidad de reloj | Velocidad de reloj | Tasa de relleno | Tasa de relleno | Memoria     | Memoria               | Memoria    | Memoria             | Versión de API soportada | Versión de API soportada | Poder de procesamiento (GFLOPS) | TDP (vatios) |
| Modelo           | Lanzamiento         | Nombre en clave | Fab (nm)   | Interfaz del bus | Config. del núcleo1                  | Núcleo (MHz)         | Sombreador (MHz)   | Memoria (MT/s)     | Píxel (GP/s)    | Textura (GT/s)  | Tamaño (MB) | Ancho de banda (GB/s) | Tipo       | Ancho del bus (bit) | DirectX                  | OpenGL                   | Poder de procesamiento (GFLOPS) | TDP (vatios) |
| ---------------- | ------------------- | --------------- | ---------- | ---------------- | ------------------------------------ | -------------------- | ------------------ | ------------------ | --------------- | --------------- | ----------- | --------------------- | ---------- | ------------------- | ------------------------ | ------------------------ | ------------------------------- | ------------ |
| GeForce 800M2    | 17 de marzo de 2014 | GF117           | TSMC 28 nm | PCIe 2.0 ×8      | 48:8:8                               | 738                  | 1476               | 2000               | 5.9             | 5.9             | 2048        | 14.4                  | DDR3       | 64                  | 12.0 (11_0)              | 4.6                      | 141.7                           | 15           |
| GeForce 820M2    | Febrero de 2014     | GF117           | TSMC 28 nm | PCIe 2.0 ×16     | 96:16:4                              | 719 954              | 1438 1908          | 2000               | 2.9 3.8         | 11.5 15.3       | 2048        | 16                    | DDR3       | 64                  | 12.0 (11_0)              | 4.6                      | 276.1 366.3                     | 15           |
| GeForce 830M3    | 12 de marzo de 2014 | GM108           | TSMC 28 nm | PCIe 3.0 ×16     | 256:16:8 (2 SMM)                     | 1082                 | N/A                | 2000               | 8.2             | 16.5            | 2048        | 14.4                  | DDR3       | 64                  | 12.0 (11_0)              | 4.6                      | 554                             | 30           |
| GeForce 840M3    | 12 de marzo de 2014 | GM108           | TSMC 28 nm | PCIe 3.0 ×16     | 384:24:8 (3 SMM)                     | 1029                 | N/A                | 2000               | 8.2             | 24.7            | 2048        | 16                    | DDR3       | 64                  | 12.0 (11_0)              | 4.6                      | 790.3                           | 30           |
| GeForce GTX 850M | 12 de marzo de 2014 | GM107           | TSMC 28 nm | PCIe 3.0 ×16     | 640:40:16 (5 SMM)                    | 936+Turbo 876+Turbo  | N/A                | 5000               | 14.0            | 35.0            | 2048 4096   | 32 80                 | DDR3 GDDR5 | 128                 | 12.0 (11_0)              | 4.6                      | 1198.1                          | 40           |
| GeForce GTX 860M | 12 de marzo de 2014 | GM107 GK104     | TSMC 28 nm | PCIe 3.0 ×16     | 640:40:16 (5 SMM) 1152:96:16 (6 SMX) | 1029+Turbo 797+Turbo | N/A                | 5000               | 16.5 12.8       | 41.2 76.5       | 2048 4096   | 80                    | GDDR5      | 128                 | 12.0 (11_0)              | 4.6                      | 1317.1 1836.3                   | 40 45 75     |
| GeForce GTX 870M | 12 de marzo de 2014 | GK104           | TSMC 28 nm | PCIe 3.0 ×16     | 1344:112:24 (7 SMX)                  | 941+Turbo            | N/A                | 5000               | 22.6            | 105.4           | 3072 6144   | 120                   | GDDR5      | 192                 | 12.0 (11_0)              | 4.6                      | 2529.4                          | 100          |
| GeForce GTX 880M | 12 de marzo de 2014 | GK104           | TSMC 28 nm | PCIe 3.0 ×16     | 1536:128:32 (8 SMX)                  | 954+Turbo            | N/A                | 5000               | 30.5            | 122.1           | 4096 8192   | 160                   | GDDR5      | 256                 | 12.0 (11_0)              | 4.6                      | 2930.7                          | 105          |

- 1 Sombreadores unificados: Unidades de mapeo de textura: Unidades de salida de procesamiento
- 2 Carece de codificador de video de hardware
- 3 Carece de codificador y decodificador de video de hardware

## Arquitectura sucesora
La próxima generación de tarjetas móviles fue la serie 900M, que continuó usando la arquitectura Maxwell. Nvidia siguió la arquitectura Maxwell con la arquitectura Pascal en 2016 en la serie GeForce 10.

## Soporte discontinuado
«Driver 368.81 is the last driver to support Windows XP/Windows XP 64-bit.».
- Windows XP de 32 bits: descarga del controlador 368.81
- Windows XP de 64 bits: descarga del controlador 368.81

Nvidia anunció que después de la versión 390 de los controladores, ya no lanzará controladores de 32 bits para sistemas operativos de 32 bits.
Las GPU para portátiles basadas en la arquitectura Kepler pasaron al soporte heredado en abril de 2019 y recibirán actualizaciones de seguridad críticas hasta abril de 2020. Las Nvidia GeForce GTX 830M, 840M y 850M de la familia de GPU 8xxM no se ven afectadas por este cambio.
Nvidia anunció que después de la versión 470 de los controladores, haría la transición del soporte de controladores para los sistemas operativos Windows 7 y Windows 8.1 al estado heredado y continuaría brindando actualizaciones de seguridad críticas para estos sistemas operativos hasta septiembre de 2024.